# Parc national du Triglav
Vous lisez un « bon article » labellisé en 2008.
Le parc national du Triglav (Triglavski Narodni Park en slovène) est le seul parc national de Slovénie. Il tire son nom de la plus haute montagne du pays, le Triglav, située au centre du parc. Le sommet culmine à une altitude de 2 864 mètres. Le parc est localisé au nord-ouest du pays, non loin des frontières autrichienne et italienne. Il couvre la partie orientale des Alpes juliennes, sur environ 4 % du territoire de la Slovénie avec environ 840 km2. La création de la première zone protégée du parc remonte à 1924. Il permet non seulement la conservation mais favorise aussi la réalisation de nombreuses recherches scientifiques.

## Étymologie et symbolisme
Le mont Triglav (« Trois-têtes ») tire certainement son nom de sa forme, telle qu'elle peut être vue à partir de son versant sud-est. Il est également possible que le nom provienne du dieu slave à trois têtes Triglav qui aurait eu son trône au sommet de cette montagne. La montagne est un symbole national et elle apparaît aussi bien sur le blason que sur le drapeau national. Le mont est également représenté sur la face nationale de la pièce de 50 centimes d'euro slovène.

## Géographie

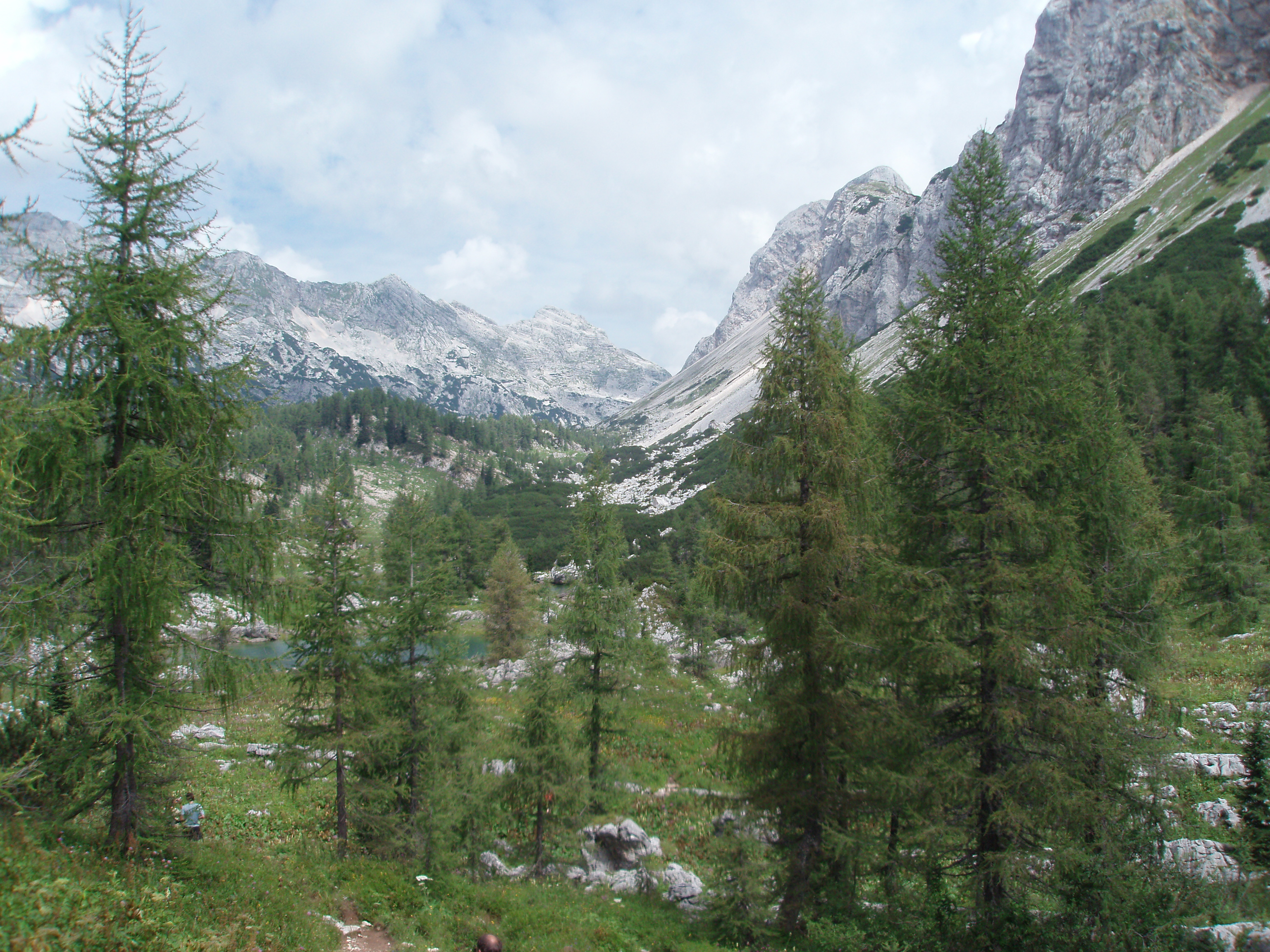
La vallée des lacs du Triglav.

Le parc couvre une superficie totale de 838,07 km2. Il culmine à 2 864 mètres d'altitude au sommet du Triglav alors que son point le plus bas n'est qu'à 180 mètres au niveau des gorges de Tolminka. Les autres plus grands sommets du parc sont le Škrlatica (2 740 mètres), le Mangart (2 679 mètres), le Jalovec (2 645 mètres), le Razor (2 601 mètres), le Kanjavec (2 568 mètres) et le Prisojnik (2 547 mètres). Le parc est composé d'anciennes vallées glaciaires et fait partie des Alpes juliennes. Au total, 25 hameaux sont présents dans le parc pour un total de 2 352 habitants. Ces habitants vivent du tourisme, de l'agriculture et de la fabrication de produits artisanaux comme des fromages et des objets en bois. Le parc s'étend sur huit municipalités. 30,9 % du parc se situe sur la municipalité de Bovec, 26,1 % sur celle de Bohinj, 16,5 % sur celle de Kranjska Gora, 10 % sur Gorje, 8,5 % sur Tolmin, 4 % sur Bled, 3,9 % sur Kobarid et finalement 0,1 % sur Jesenice.

### Hydrologie

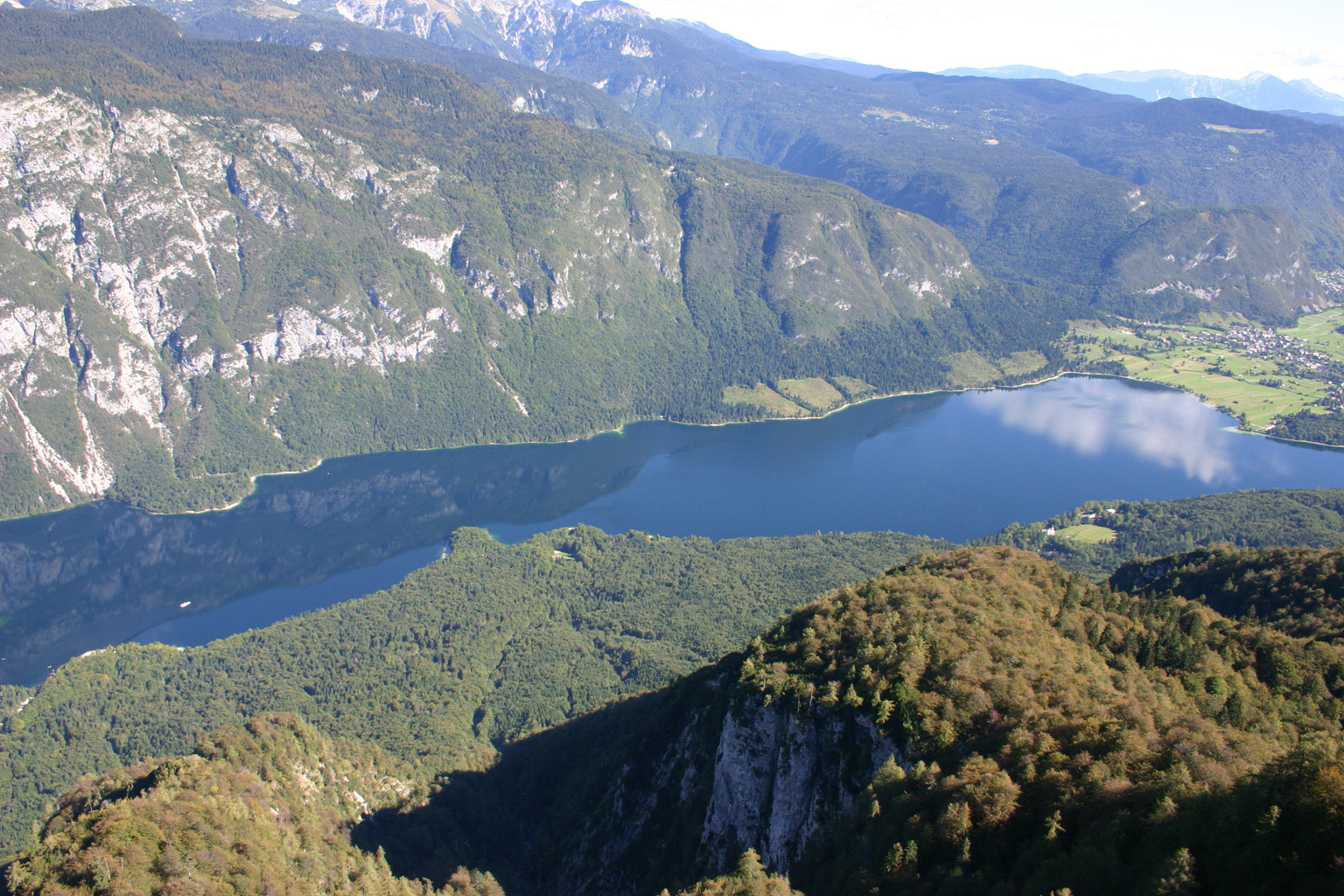
Le lac de Bohinj, le plus grand lac permanent de la Slovénie.

Le parc est garni d'innombrables sources d'eau dont la présence est favorisée par des formations karstiques. Le parc est également riche en cours d'eau et en lacs alimentés par la fonte des neiges. La chaîne de montagne comprise entre le bassin de la rivière Save (Sava) et celui du fleuve Isonzo (Soča) marque la séparation des bassins hydrographiques de la mer Adriatique et de la mer Noire. D'un point de vue hydrologique, le parc est parcouru par les cours d'eau Isonzo, Sava Bohinjka, Sava Dolinka mais aussi de nombreux torrents. Ces cours d'eau ont taillé la roche en créant des gorges profondes. Certains lacs se sont formés dans les vallées glaciaires. On peut citer ainsi les trois lacs de Križ sur le plateau du Kriški podi, le lac Krn, les lacs de Duplje (Dupeljsko jezero) et de Lužnica (Jezero v Lužnici), le lac de Planina pri Jezeru, les lacs de la vallée du Triglav et finalement, le lac de Bohinj. Ce dernier est en outre le plus grand lac permanent à la fois du parc et de la Slovénie. Des chutes d'eau sont également présentes dans le parc. Il s'agit par exemple des chutes de Savica, de Peričnik et de Šum. Le Triglav accueille également le seul glacier de Slovénie mais sa taille a tellement diminué qu'il est encore difficile de le considérer comme un glacier.

### Géologie

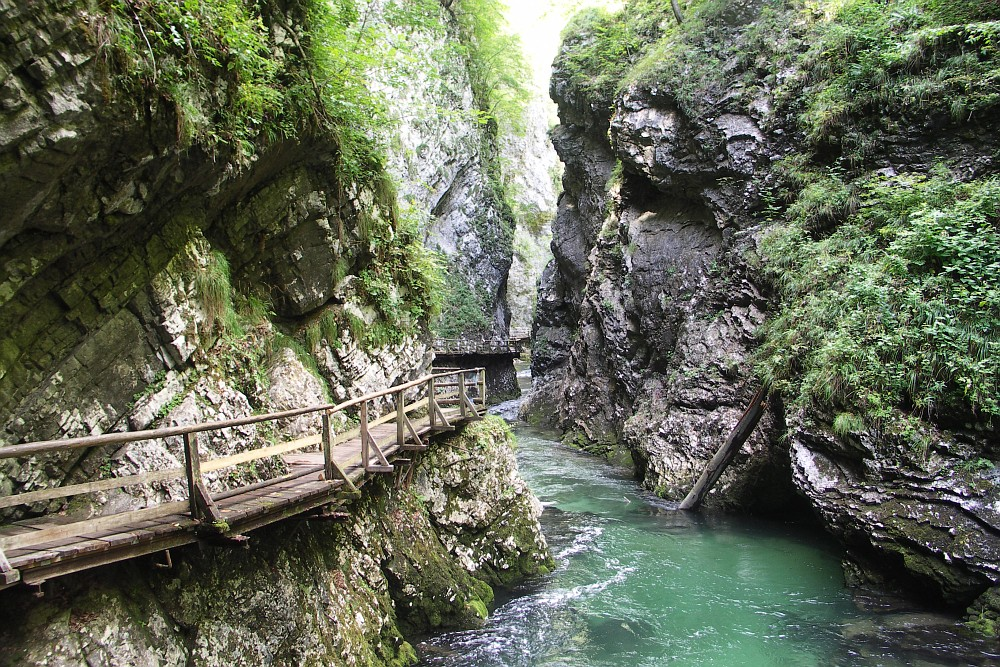
La gorge de Vintgar, un long travail d'érosion.

Les montagnes des Alpes juliennes sont constituées en grande partie de pierres calcaires à l'origine de la formation de nombreuses curiosités géologiques comme des grottes, des lapiaz, des dolines et des avens. Le parc est constitué de pics et de vallées glaciaires en U. Le sous-sol est riche en grottes qui sont apparues à la suite d'un travail d'érosion des roches calcaires par les eaux. On estime le nombre de grottes à environ 600.

### Climat
Lors du mois le plus chaud, la température moyenne varie de 20 °C dans les vallées à 5,6 °C dans les montagnes. Le mois le plus froid, la température moyenne est comprise entre 0,7 °C à −8,8 °C. Les précipitations annuelles dépassent les 1 500 mm avec entre 120 et 146 jours de précipitations chaque année. Au printemps, la neige commence à fondre en journée, ce qui fait apparaître des couches de glace. Des conditions hivernales sont toutefois très courantes avec du brouillard et des chutes de neige. En été, les jours chauds peuvent connaître de rapides modifications des conditions atmosphériques. Des orages peuvent causer un rapide refroidissement et de fortes précipitations. En automne, les jours se raccourcissent et se refroidissent. Les orages sont plus rares mais des conditions hivernales peuvent apparaître aussi rapidement. L'hiver et ses journées courtes sont froids et la couche de neige peut causer des avalanches.

## Histoire
Une première proposition de création d'un parc a été lancée entre 1906 et 1908 mais celle-ci n'a pas été retenue. Ce n'est qu'en 1924 qu'une première zone de conservation alpine de près de 16 km2 a été créée dans la vallée des lacs du Triglav,. En 1961, cette zone fut officiellement transformée en un parc national pour une superficie de 20 km2. En 1981, il fut étendu à sa taille actuelle qui est de 83,8 km2. En 2003, les Alpes juliennes furent ajoutés au réseau de l'UNESCO en tant que réserve de biosphère avec pour zone centrale le parc,,.
En 1777, l'explorateur Balthasar Hacquet (1739-1815) tenta pour la première fois d'escalader le mont Triglav. Ce n'est pourtant qu'en 1778 que le sommet fut vaincu par trois habitants de la localité proche de Bohinjska Bistrica, Luka Korošec, Matija Kos et Štefan Rožič, ainsi que l'Allemand Lovrenc Willomitzer.

## Milieu naturel
La faune et la flore se sont adaptées à cet écosystème particulier où vivent plusieurs espèces endémiques. Parmi elles, sur le plan de la végétation, on trouve la Crépide du Triglav (Crepis terglouensis), le Papaver alpinum subsp. ernesti-mayeri et le Geranium argentum. Les animaux typiques composant la faune du parc sont le chamois (Rupicapra rupicapra), le bouquetin, le cerf élaphe, l'ours brun, le lynx ainsi que de nombreux oiseaux et reptiles. La truite marbrée (Salmo marmoratus) est un poisson endémique à la région,.

### Flore

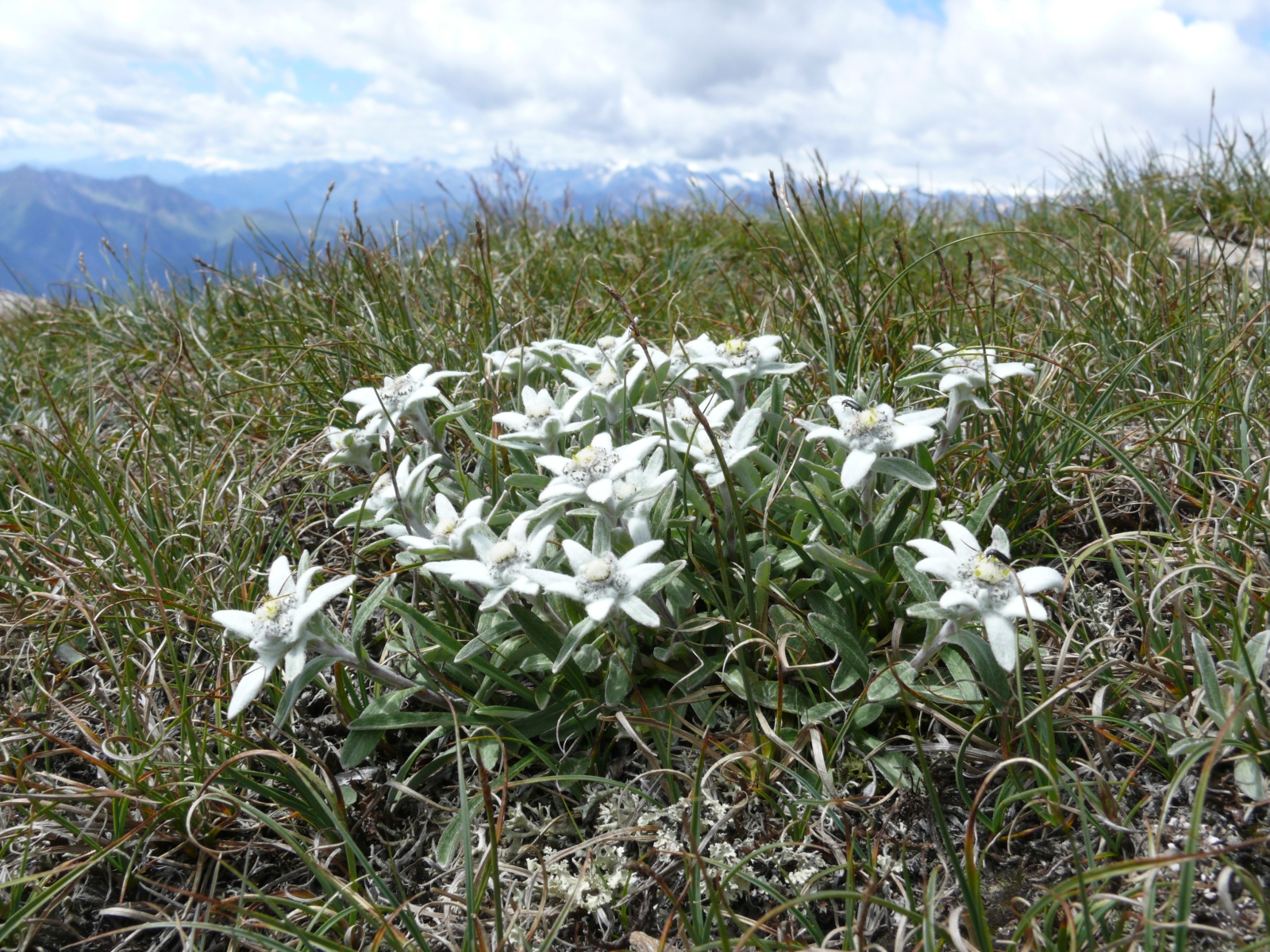
L'Edelweiss, une fleur symbolique des Alpes.

La forêt couvre deux tiers du parc. L'espèce prédominante au sud du parc est le hêtre tandis qu'au nord on trouve principalement l'épicéa et le mélèze. Au sein de la forêt traditionnelle des Alpes, on retrouve également des pins de montagnes nains. Seuls des arbres résistants aux conditions climatiques rigoureuses en hiver peuvent prétendre à une place dans les régions montagneuses du parc. La partie méridionale se caractérise également par la présence de charmes et de frênes qui apprécient les plus hautes températures des versants ensoleillés. Du côté du fleuve Isonzo, la forêt ne dépasse pas 1 600 mètres d'altitude. Au nord et au centre du parc, elle atteint 1 800 mètres grâce à la résistance des épicéas et des mélèzes. Environ 10 km2 de la forêt sont classés en réserve ce qui empêche toute implication de l'homme dans la gestion sylvicole. Les plantes d'altitude ont dû s'adapter au climat rigoureux des montagnes. Les fleurs aux colorations multiples attirent les rares insectes pollinisateurs en altitude. On y trouve par exemple l'Edelweiss, des orchidées, des gentianes ou des campanules comme la Campanula zoysii. Une espèce endémique est le pavot Papaver julicum. Certaines de ces espèces très rares sont menacées d'extinction et il est interdit de les cueillir dans le parc,.

### Faune

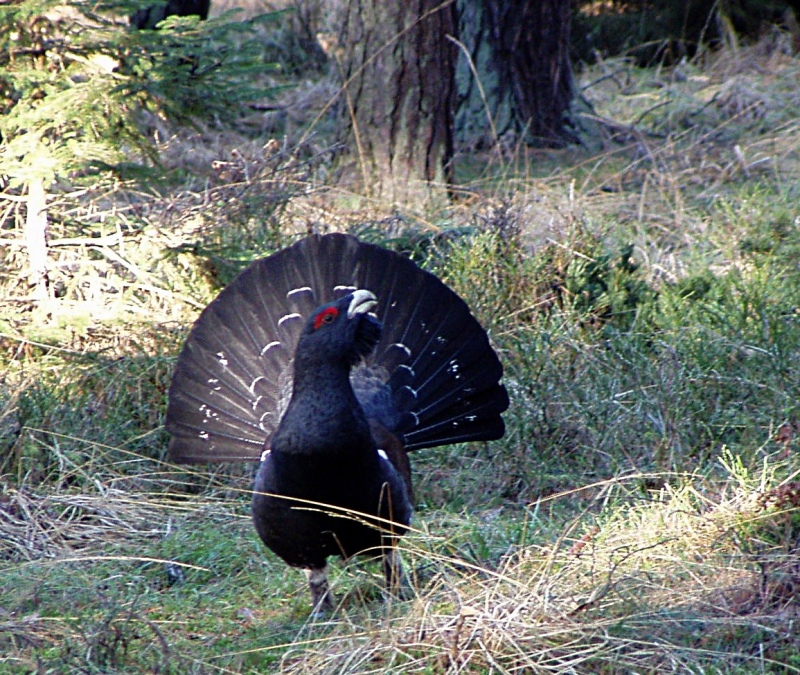
Le Grand Tétras, une espèce menacée dans le parc.

Le parc est le lieu de nidification de 84 espèces d'oiseaux et est une zone importante pour la conservation des oiseaux. Parmi les grands oiseaux, on y trouve l'aigle royal, le Grand Tétras et le tétras lyre. Le Grand Tétras est l'espèce la plus menacée avec un nombre en légère mais constante diminution. Des vautours fauves sont également visibles durant l'été. Les oiseaux sont également représentés par la bartavelle, le faucon crécerelle, le chocard à bec jaune, le merle à plastron, l'accenteur alpin, le verdier d'Europe, le pinson des arbres, le monticole de roche et le tichodrome échelette.
L'ours brun est régulièrement présent dans le parc bien qu'aucun individu ne réside en permanence à l'intérieur de ses limites. Il n'y a en revanche aucun loup dans le parc. La population de chamois est proche des 3 000 individus. Le bouquetin fut introduit dans la vallée en 1964 et il s'est maintenant bien adapté. La marmotte a également été introduite à cette époque. Le mouflon est une espèce allochtone introduite en Slovénie dans les années 1960. Parmi les plus petits animaux on trouve également le lièvre variable, la fouine, le renard, le blaireau européen et le lagopède alpin. La loutre est très rare et fortement menacée de disparition au sein même du parc.

## Culture

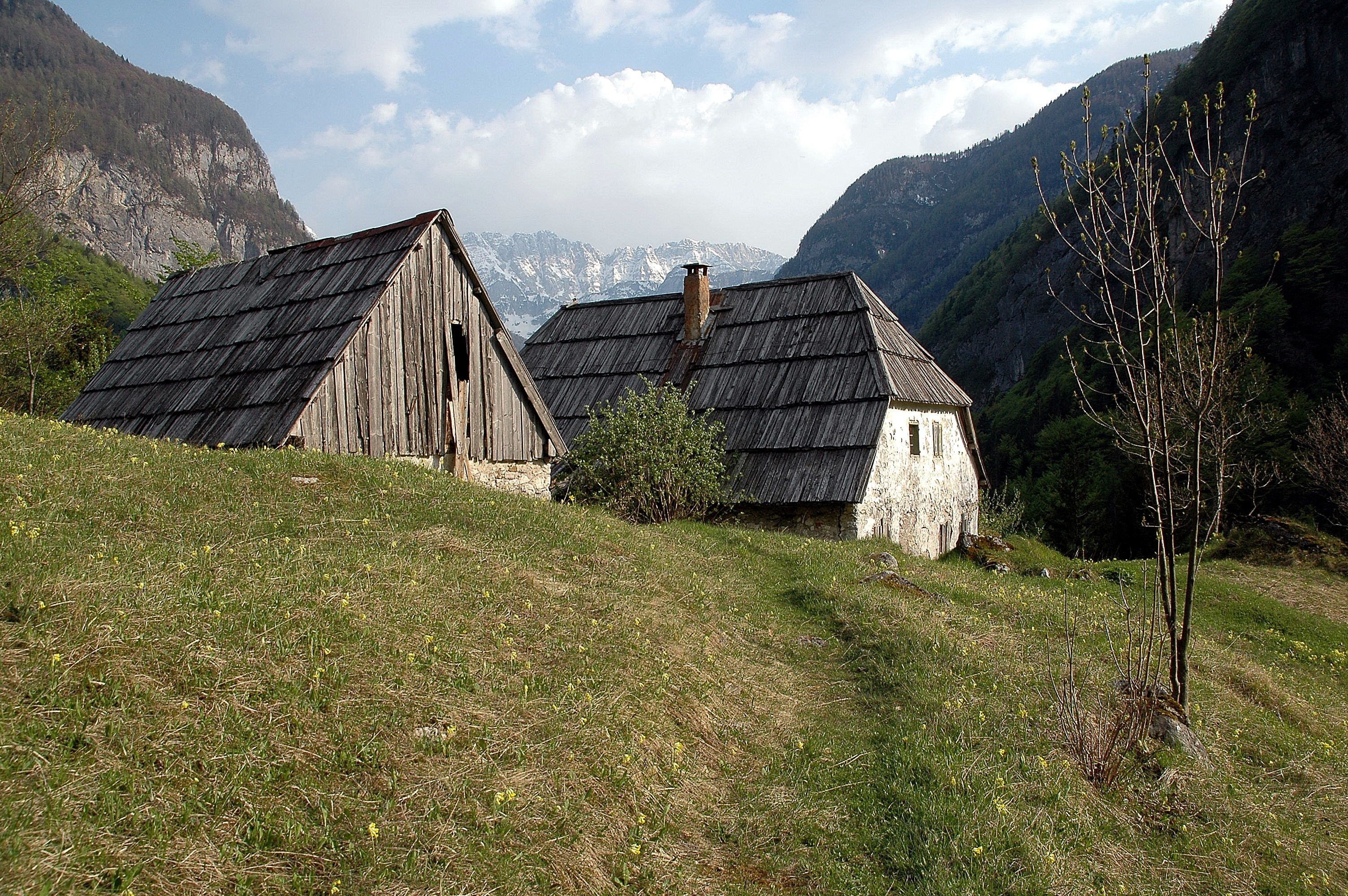
Maisons traditionnelles de la région de Trenta.

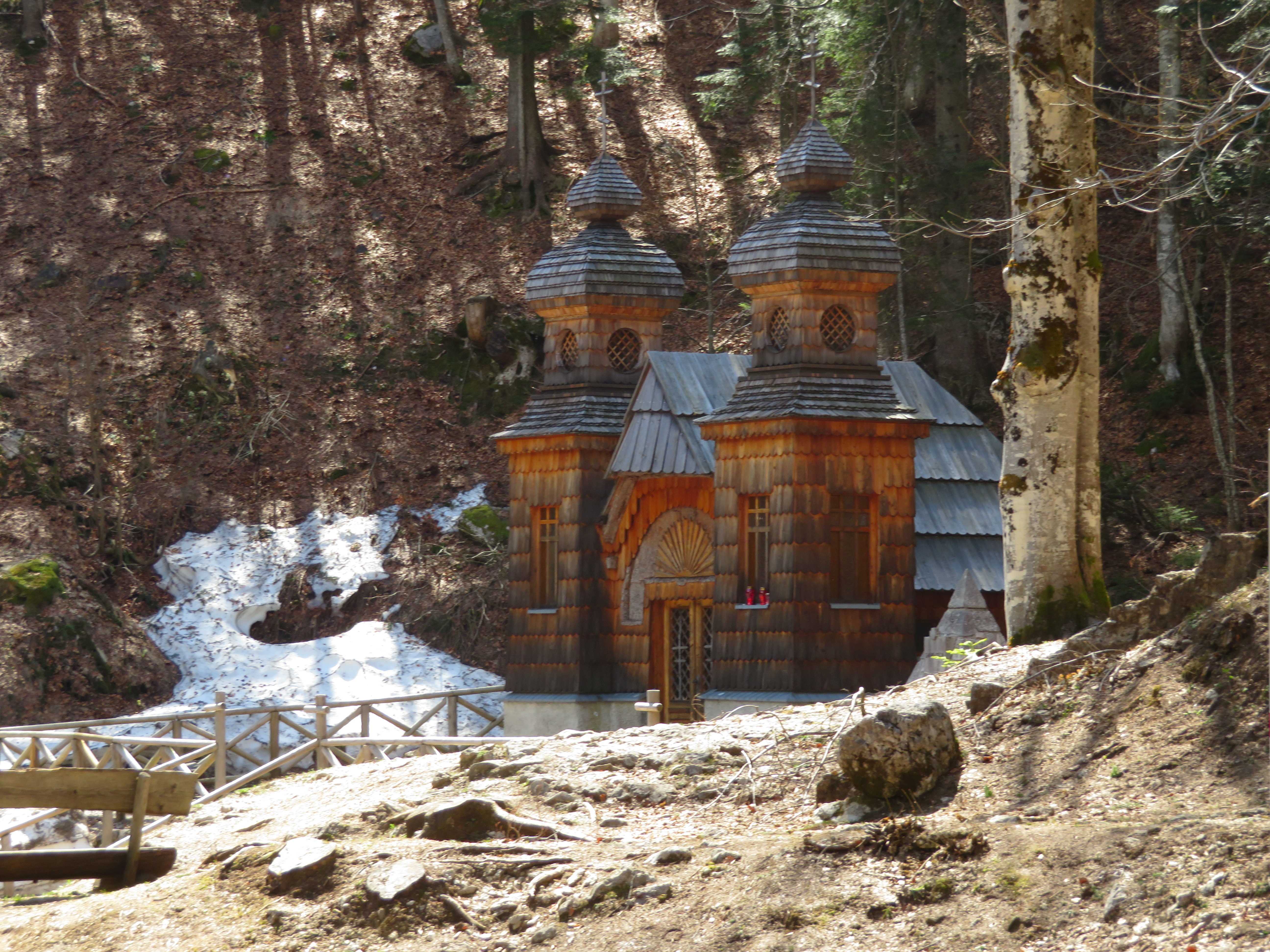
La Chapelle russe de Vršič.

Bien que la préservation de la nature soit le but principal du parc, il a également pour vocation de protéger les richesses culturelles de la région tout en respectant le développement durable. L'héritage culturel de la région alpine est important pour les Slovènes car il relie ce peuple aux autres nations des Alpes. 300 lieux d'importance ont ainsi été relevés dans le parc. Ce patrimoine est composé de maisons, de constructions religieuses et de vestiges archéologiques. Ces lieux sont sélectionnés en fonction de leurs richesses architecturales et culturelles ou de leur association à des personnes importantes du pays.
Des fouilles archéologiques ont démontré que la région était déjà peuplée durant le Mésolithique. On a ainsi trouvé des traces de chasseurs, de bergers mais aussi de mineurs. La plus grande partie de ces vestiges a été découverte dans la vallée de l'Isonzo dans les monts Krn. Les découvertes faites du côté du Gorenjsko remontent à l'âge du cuivre, du fer mais aussi à la période romaine.
Des poteries médiévales ont été découvertes dans des prairies. Ces découvertes permettent d'affirmer que la région fut continuellement utilisée pour l'élevage et l'exploitation minière depuis la période romaine jusqu'à la période moderne. Bien que des traces datant de 800 ans av. J.-C. aient été découvertes, l'exploitation minière et l'industrie du fer a atteint son pic durant la période romaine et au Moyen Âge. La localité de Bohinjska Bistrica était un centre important de l'industrie de l'acier tout comme Bled. Le fer était exploité en altitude et redescendu ensuite dans ces localités pour y être fondu. Des chemins pavés sont toujours présents à proximité des sommets des montagnes. L'architecture des constructions locales a été influencée au fil des temps non seulement par les cultures des peuples des Alpes, la culture frioulanne mais également par les cultures méditerranéennes. Du côté de la vallée de l'Isonzo, l'architecture est un mélange de celles des régions de Trenta et de Tolmin et en général en pierres. Du côté de Gorenjsko, les habitations sont faites en grande partie avec du bois. Plusieurs musées locaux permettent de mieux comprendre les relations entre l'homme et la nature dans la région du parc.

## Gestion du parc

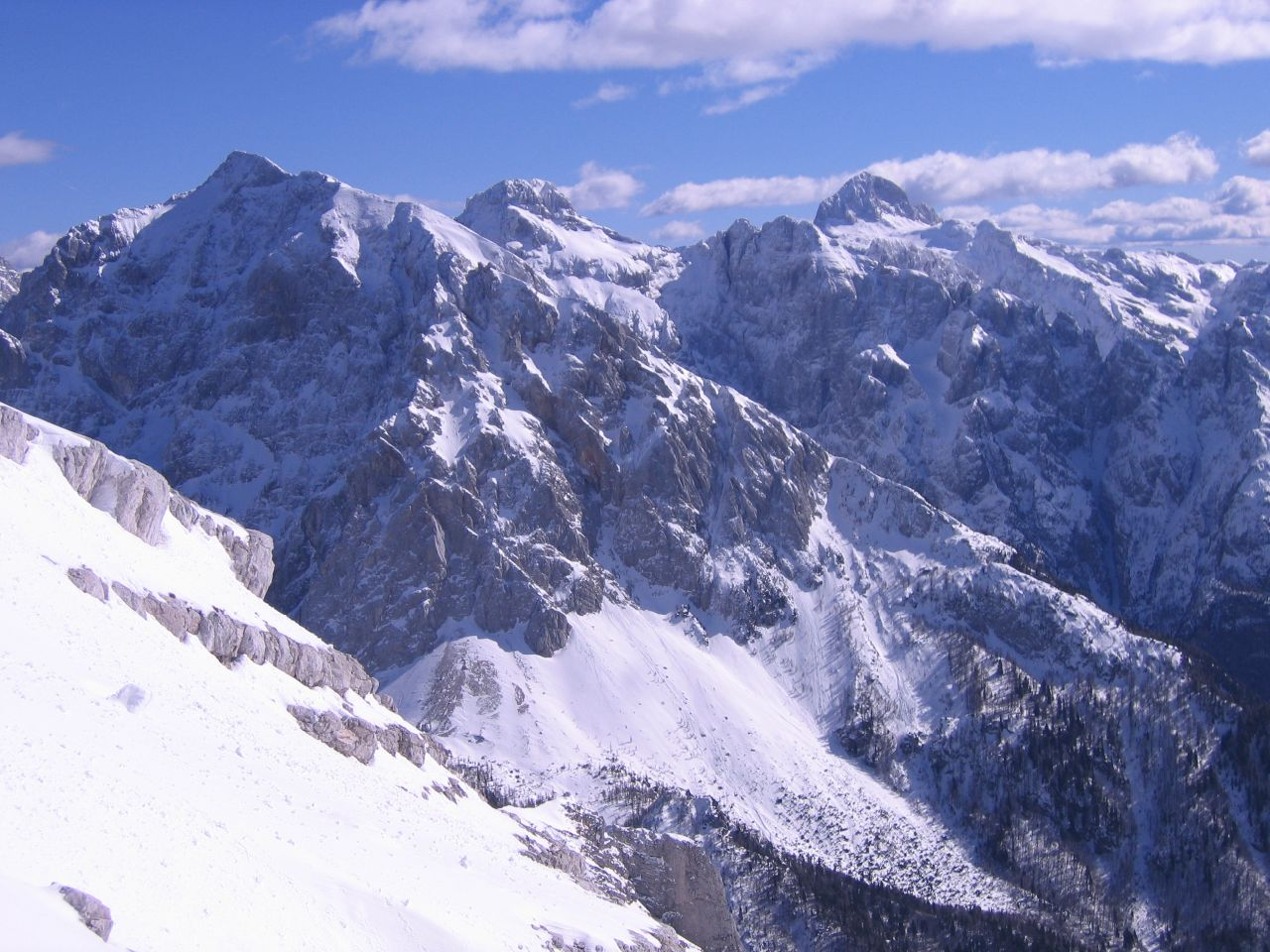
Le mont Triglav sous la neige.

Les 25 hameaux, qui abritent au total 2 352 habitants, sont situés dans le parc entre 250 et 1 000 mètres d'altitude. Ukanc et Bavšica sont au centre du parc alors que les autres se répartissent dans la zone périphérique. L'agriculture du parc, importante pour l'économie des habitants, se doit de respecter la nature. Elle doit participer à la conscientisation du public de son rôle par rapport à la conservation du parc.
La gestion du parc national est sous la responsabilité d'un organisme public basé à Bled. Celui-ci dépend du ministère de l'Environnement et du Territoire de Slovénie. L'organisme emploie en permanence 51 personnes dont 20 rangers.
Son but principal est bien évidemment de protéger le parc mais aussi d'y développer de nouvelles activités. En plus de la conservation de la nature, l'organisme doit également contrôler les problématiques sociales, économiques, touristiques et culturelles. Les rangers du parc gèrent ce patrimoine naturel et l'évolution des populations animales avec des recours à la chasse si nécessaire. Ils collectent également des données sur certaines espèces en vue d'études scientifiques. Les rangers peuvent informer les touristes et ils contrôlent les activités des habitants et des visiteurs. Ils peuvent également établir des amendes en cas d'infraction. Ils participent à la maintenance des infrastructures et appuient les recherches dans le parc. Il est possible de devenir ranger bénévole après avoir suivi une formation adéquate donnée par le ministère de l'Environnement dont le parc dépend.
Une loi spéciale a été votée pour gérer la construction de bâtiments dans le parc. Celle-ci nécessite un permis et il est nécessaire que les bâtiments respectent de nombreux critères. Le camping est autorisé dans le parc uniquement dans les zones réservées à cet effet.

## Tourisme

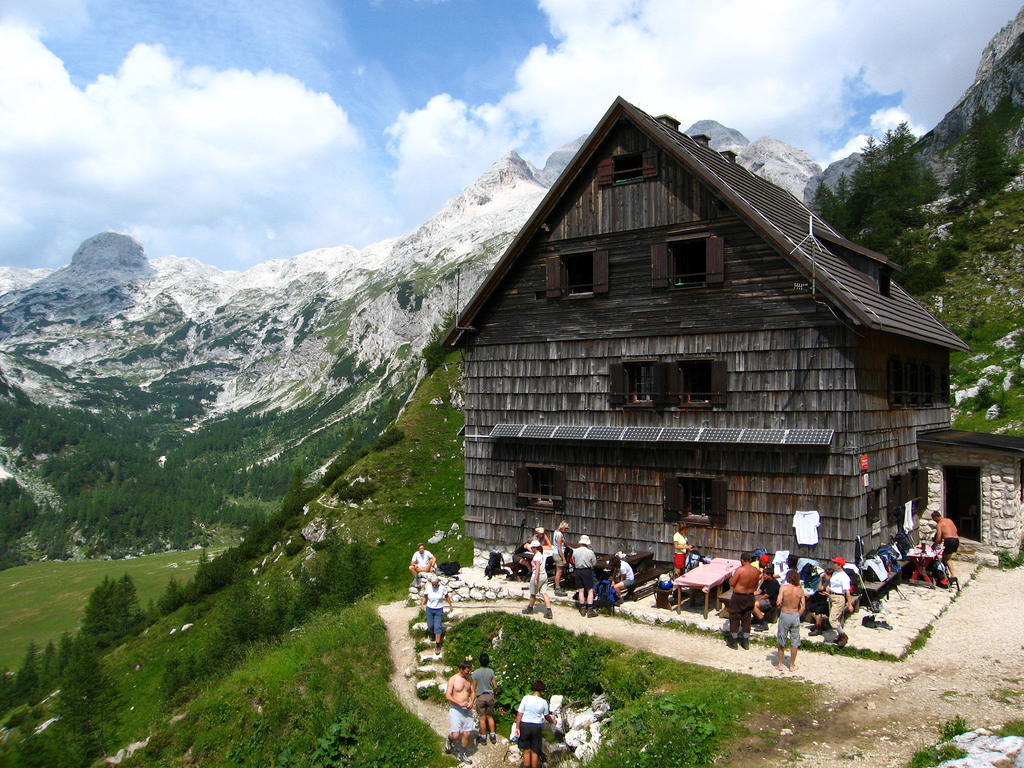
Chalet de montagne accueillant les touristes du parc.

L'UICN a classé le parc national dans sa catégorie II, ce qui signifie que la zone est non seulement une zone de conservation mais qu'elle est également accessible aux visiteurs dans le respect de sa protection. Chaque année, le parc accueille ainsi environ 1,6 million de visiteurs. Fin 2006, l'institution publique du parc national du Triglav employait 51 personnes.
Le parc est ainsi aménagé de sorte qu'il puisse accueillir correctement les touristes. Des lieux sont prévus pour informer les visiteurs et de nombreux sentiers de randonnées sont balisés. Des panneaux didactiques permettent par endroits de s'informer sur le parc et la nature qu'il abrite.
Les sentiers permettent de relier différents lieux importants du point de vue du patrimoine naturel et culturel tout en contribuant à la préservation du parc en canalisant les randonneurs. On trouve ainsi les sentiers pédestres de Soča, Tolminka, Triglavska Bistrica, Pokljuka. La route Radovna est quant à elle adaptée pour les cyclistes. Cette dernière longe la vallée Radovna sur une distance d'environ 16 km et est équipée de différents postes d'information. Des visites guidées nécessitant une réservation sont également proposées par les rangers du parc. Les touristes peuvent également loger en dehors du parc comme dans le village de Bled situé près de son entrée orientale. Le village et le lac de Bled font partie des attractions touristiques les plus célèbres de Slovénie.